# Dieudonne, Oise

Dieudonne este o comună în departamentul Oise, Franța. În 1 ianuarie 2022 avea o populație de 973 de locuitori.